# The Red Lie
The Red Lie è un cortometraggio muto del 1916 scritto, diretto e interpretato da Rupert Julian. Il film, prodotto da Carl Laemmle per la Universal Film Manufacturing Company, aveva come altri interpreti Elsie Jane Wilson (moglie di Julian e anche lei regista), Doc Crane e Hallam Cooley.

## Produzione
Il film, prodotto dalla Universal Film Manufacturing Company (come Laemmle), venne girato negli Universal Studios al 100 di Universal City Plaza a Universal City.

## Distribuzione
Distribuito dalla Universal Film Manufacturing Company, il film - un cortometraggio in tre bobine - uscì nelle sale cinematografiche statunitensi il 27 gennaio 1916.